# Cimbang
Cimbang is een bestuurslaag in het regentschap Karo van de provincie Noord-Sumatra, Indonesië. Cimbang telt 229 inwoners (volkstelling 2010).